# Schweizer Slalommeisterschaft
Die Schweizer Slalommeisterschaft wird seit 1980 ausgetragen. Bis einschließlich 2003 wurde dieses Championat als Cup veranstaltet.

## Allgemein
Ziel beim Autoslalom ist es, einen mit Pylonen abgesteckten Parcours in möglichst kurzer Zeit zu absolvieren. Wer eine Pylone umwirft, bekommt eine Zeitstrafe. Wie bei Bergrennen oder Rallyes starten die Fahrer nacheinander, also zeitversetzt, und in verschiedenen Klassen. Im Vergleich zu anderen Motorsportkategorien halten sich die Kosten beim Slalom in Grenzen. Deshalb gilt diese Kategorie als ideale Einsteigerklasse.

## Slaloms in der Schweiz
Slalommeisterschaften sind vor allem im deutschsprachigen Raum populär. In der Schweiz hat man 1980 die erste Meisterschaft in dieser Disziplin ausgetragen – damals noch als Cup, seit Anfang 2004 als offizielles Championat. Der Kalender 2018 umfasste acht Rennen. Diese finden allesamt auf ehemaligen Militärflugplätzen oder Armeestützpunkten statt. Interlaken (seit 1997 im CH-Kalender), Frauenfeld (seit 2000 im CH-Kalender), Bière (erstes Rennen 1966), Bure (2019 feierte man die 50. Ausgabe), Chamblon (erstes Rennen 1982), Romont/Drognens (erstes Rennen 1971) und Ambri (seit 2010 im CH-Kalender).
Weitere bekannte Austragungsorte waren Lignières, Saanen, Sion und Bürglen.
2020 wurde wegen der Corona-Pandemie keine Meisterschaft ausgetragen. 2021 bestand die Schweizer Slalom-Meisterschaft aus lediglich drei gewerteten Rennen. Seit 2021 trägt Ambri an einem Wochenende zwei Rennveranstaltungen aus. Diesem Beispiel folgt auch Bière 2025. Nicht mehr im Kalender ist Interlaken. Dort fand 2019 das letzte Rennen statt.

## Reglement
Aktuell ist die Schweizer Slalom-Meisterschaft in drei Gruppen unterteilt. Innerhalb dieser Gruppen gibt es Abstufungen beim Hubraum. Die Veranstaltungen werden in zwei Läufen ausgetragen, wobei nur die Zeit des besseren Laufes gewertet wird. Die genauen Bestimmungen können bei Auto Sport Schweiz, dem zuständigen Verband, auf dessen Homepage nachgelesen werden.
Bei jedem Rennen werden die Punkte gemäss nachstehender Tabelle für jede Gruppe/Division zugeteilt:
| 1. Rang | 20 Punkte |
| 2. Rang | 15 Punkte |
| 3. Rang | 12 Punkte |
| 4. Rang | 10 Punkte |
| 5. Rang | 8 Punkte  |
| 6. Rang | 6 Punkte  |
| 7. Rang | 4 Punkte  |
| 8. Rang | 3 Punkte  |
| 9. Rang | 2 Punkte  |

Ab Rang 10 gibt es für jeden Teilnehmer einen Punkt.
Besteht eine Division aus weniger als 5 angemeldeten, abgenommenen und zu dem Trainingslauf gestarteten Fahrzeugen, werden nur die halben Punkte zugeteilt. Um im Schlussklassement berücksichtigt zu werden, muss ein Fahrer mindestens drei Klassierungen an für diese Meisterschaft zählenden Veranstaltungen aufweisen.

## Meister

### Schweizer Meister Slalom
| Jahr | Fahrer              | Fahrzeug                 |
| ---- | ------------------- | ------------------------ |
| 2024 | Philip Egli         | Dallara F393             |
| 2023 | Martin Oliver Bürki | BMW M Power E33          |
| 2022 | Martin Bürki        | VW Polo MB               |
| 2021 | Martin Bürki        | VW Polo MB               |
| 2020 | -                   | -                        |
| 2019 | Martin Bürki        | VW Polo MB               |
| 2018 | Martin Bürki        | VW Polo MB               |
| 2017 | Martin Bürki        | VW Polo MB               |
| 2016 | Martin Bürki        | VW Polo MB               |
| 2015 | Martin Bürki        | VW Polo MB               |
| 2014 | Martin Bürki        | VW Polo MB               |
| 2013 | Ronnie Bratschi     | Mitsubishi Lancer Evo RS |
| 2012 | Christoph Zwahlen   | Opel Kadett C GT/E 16V   |
| 2011 | Martin Bürki        | VW Polo                  |
| 2010 | Christoph Zwahlen   | Opel Kadett C GT/E 16V   |
| 2009 | Fritz Erb           | Opel Kadett C GT/E       |
| 2008 | Christian Balmer    | Tatuus-Renault           |
| 2007 | Stefan Rothenbühler | Peugeot 106 Rally        |
| 2006 | Fritz Erb           | Opel Kadett C GT/E       |
| 2005 | Fritz Erb           | Opel Kadett C GT/E       |
| 2004 | Fritz Erb           | Opel Kadett C GT/E       |

### Schweizer Meister Slalom-Cup
| Jahr | Fahrer               | Fahrzeug           |
| ---- | -------------------- | ------------------ |
| 2003 | Dominique Chabod     | Renault 5 Turbo    |
| 2002 | Fritz Erb            | Opel Kadett C GT/E |
| 2001 | Jakob Morgenegg      | Opel Astra OPC     |
| 2000 | Fritz Erb            | Opel Kadett C GT/E |
| 1999 | Fritz Erb            | Opel Kadett C GT/E |
| 1998 | Fritz Erb            | Opel Kadett C      |
| 1997 | Bernard Sanchis      | Peugeot 106 Rally  |
| 1996 | Jakob Morgenegg      | Opel Astra GSi 16V |
| 1995 | Jakob Morgenegg      | Opel Astra GSi 16V |
| 1994 | Fritz Erb            | Opel Kadett C GT/E |
| 1993 | Markus Meier         | Suzuki Swift GTi   |
| 1992 | Markus Meier         | Suzuki Swift GTi   |
| 1991 | Fritz Erb            | Opel Kadett C GT/E |
| 1990 | Pierre Hürzeler      | Opel Corsa GSi     |
| 1989 | Nicolas Fasel        | Renault 5 GT Turbo |
| 1988 | Maurice Girard       | BMW 320            |
| 1987 | Silvio Kellenberger  | Peugeot 205 GTI    |
| 1986 | Hans Ochsner         | Toyota Starlet     |
| 1985 | Franco Valli         | VW Golf GTI        |
| 1984 | Jean-Paul Saucy      | VW Golf GTI        |
| 1983 | Eric Mischler        | VW Golf GTI        |
| 1982 | Jacques Tschudin     | Simca Rallye 2     |
| 1981 | Gabriel Grandjean    | Talbot Simca       |
| 1980 | Jean-Daniel Murisier | Lola T510 FRE      |